# Bonaccorso Pitti
Bonaccorso Pitti, né le 25 avril 1354 à Florence et mort dans cette même ville vers 1430, est un aventurier, diplomate et écrivain italien.

## Biographie
Fils de Neri de la famille des Pitti de Florence, Bonaccorso Pitti perdit son père en 1374 et résolut dès lors de chercher fortune dans le monde, comme tant d’autres de ses compatriotes, qui sous le nom de Lombards se répandaient dans toute l’Europe, se livraient à des spéculations mercantiles, à l’agiotage, au jeu, se chargeaient d’opérations de banque, formaient des associations et se rendaient nécessaires à des gouvernements ignorants, à des princes qu’ils tiraient, à leurs dépens, de leurs embarras financiers. Bonaccorso se joignit à un compatriote, Matteo Tinghi, qui voyageait à titre de négociant et de joueur. Étant à Avignon, ils furent arrêtés par ordre du pape, qui avait à se plaindre des Florentins. Ils fournirent une caution à l’aide des négociants italiens qui étaient dans la ville, et ne s’en échappèrent pas moins, au risque de compromettre leurs garants. Ils retournèrent en Italie. À Venise, ils achetèrent une cargaison de safran pour la vendre en Hongrie. Dans ce pays, Bonaccorso étant tombé malade, son compagnon, plus sensible à l’intérêt qu’à l’amitié, abandonna son jeune compatriote. Celui-ci, réduit à la misère, alla trouver un Florentin qui était directeur de la Monnaie. Des juifs et des Allemands s’assemblaient chez lui ; on joua, et Bonaccorso, en plusieurs soirées, gagna douze cents florins d’or. Il avoue qu’il n’était allé chez le maître de la Monnaie qu’avec 52 deniers dans la poche. Il acheta des chevaux, fréta un bâtiment et revint à Venise. En Italie, il vendit ses chevaux, perdit au jeu une partie de son argent, et retourna à Florence pour prendre part aux discussions entre es guelfes et les gibelins. Il était dans le parti des premiers ; ayant tué en place publique un gibelin qui avait crié : A bas les guelfes! il se sauva à Pise ; là, il se réunit à d’autres guelfes fugitifs et marcha avec eux sur Florence. Pris par une patrouille ennemie, il faillit être tué, mais, à force de ruse, il recouvra la liberté. Une rixe qu’il eut à Pise avec un ennemi des guelfes, et dans laquelle son adversaire perdit la vie, le força de chercher son salut dans la fuite. À Lucques et à Gênes, il eut recours à sa ressource habituelle, le jeu, et s’étant remis en fonds par ce moyen, il se rendit de nouveau en France (1380). Il s’était associé pour ce voyage avec un autre Lombard, Bernardo di Cino, dont il fut en quelque sorte le commis. Celui-ci l’envoya par spéculation avec deux mille florins d’or à Bruxelles, à la cour du duc de Brabant, qui donnait des fêtes splendides et jouait gros jeu. Le Lombard fut bien accueilli, perdit tout son argent et dut s’estimer heureux que le duc de Brabant, par pitié, voulût bien lui prêter cinq cents florins pour s’en aller. Les Lombards se chargeaient de toute sorte d’affaires. Bernardo di Cino avait entrepris de traiter de la rançon du duc Jean de Bretagne, prisonnier en Angleterre. Il envoya à cet effet Bonaccorso dans ce pays, seulement pour apprendre du duc de Lancastre les conditions de la rançon. De retour à Paris, le négociateur ramassa de l’argent, afin de rendre au duc de Brabant la somme qu’on lui avait prêtée. Il se remit à jouer avec ce duc ; puis, ayant su que les bannis pouvaient rentrer à Florence, il retourna dans sa patrie et s’y livra aux affaires pendant plusieurs années. Sa vie n’était en vérité qu’une alternative de revers et de succès ; son gouvernement le chargea en 1394 de traiter avec le sire de Coucy, qui se trouvait à Asti. Celui-ci le garda auprès de lui et lui proposa de se charger d’une mission secrète, mais importante, pour le duc d’Orléans à Paris. Pitti accepta, partit à franc étrier, creva plusieurs chevaux et arriva le neuvième jour à Paris. Il s’attacha au service du duc d’Orléans, toujours en sa qualité de Lombard, ce qui ne l’empêcha pas de faire des affaires pour son compte. C’est ainsi qu’il vendit des chevaux au roi et employa l’argent à acheter du vin de Bourgogne; et, comme l’année suivante fut mauvaise, il vendit son vin avec un gros bénéfice. Il accompagna les ducs d’Orléans, de Bourbon et de Berry à Avignon, où ces princes étaient allés comme ambassadeurs du roi de France pour essayer, mais sans succès, une conciliation entre l’antipape Benoît XIII, qui y résidait, et le pape Boniface IX. De retour à Paris, Bonaccorso fit le Lombard plus que jamais, jouant pour son compte et pour celui de son maître, le duc d’Orléans, dans les grandes sociétés. Mais ayant eu dans une de ces réunions un bonheur extraordinaire, en jouant contre le vicomte de Montluc, qui ne fit que perdre, il fut insulté par celui-ci qui le traita de fripon. Le Lombard répliqua avec hauteur, fut poursuivi par un bâtard du vicomte, puis soustrait à la vengeance du courtisan par son protecteur, le duc d’Orléans. Il fallut que le roi interposât son autorité pour apaiser les deux joueurs. En 1396, Bonaccorso retourna à Florence. Le reste de sa vie ne présente plus d’aventures remarquables. Il mourut dans le commencement du 15e siècle. Il a écrit dans les derniers temps de sa vie des mémoires sur cette suite de voyages, d’aventures et d’accidents, qui ne sont pas sans intérêt, parce qu’ils font connaître les mœurs singulières de ces aventuriers lombards, auxquels les princes et les nobles avançaient des fonds, se mettant de moitié pour les spéculations mercantiles et pour le jeu. Ces mémoires, publiés trois siècles après avoir été écrits : Cronica di Buonaccorso Pitti, con annotazioni, Florence, 1720, in-4°, ont néanmoins excité un vif intérêt.